# Forte do Pontal de Nazaré
O Forte do Pontal de Nazaré, também referido como Castelo do Mar, localizava-se no pontal de Nazaré, no atual município de Cabo de Santo Agostinho, litoral sul do estado de Pernambuco, Brasil.
As ruínas estão situadas na face sul do cabo de Santo Agostinho, local da descoberta do Brasil pelo navegador espanhol Vicente Yáñez Pinzón em 26 de janeiro de 1500.

## História
Há uma certa confusão entre os estudiosos sobre a(s) fortificação(ões) denominada(s) "de Nazaré", no cabo de Santo Agostinho, no contexto da segunda das Invasões holandesas do Brasil (1630-1654): o Forte do Pontal de Nazaré, sobre o pontal, e o Reduto de Nossa Senhora de Nazaré, no alto do morro, na vila de mesmo nome.
Em termos estratégicos, o primeiro foi mais importante na região, cobrindo o ancoradouro na garganta, entre o cabo e o recife, entrada da barra do rio Suape e do rio Ipojuca, considerada como uma das mais importantes da costa pernambucana (SOUZA, 1885:84-85).
Na sequência da conquista de Olinda e Recife, a "Memória" de 20 de Maio de 1630, oferecida ao governo neerlandês de Pernambuco por Adriaen Verdonck, descreve a importância esse ancoradouro e a sua defesa:
"(...) junto à foz do rio [Ipojuca] há 2 ou 3 canhões a fim de impedir a entrada ao inimigo (...); aí vão as barcas carregar de 100 a 110 caixas de açúcar para transportá-las ao Recife, como o fazem em todos os outros lugares."
A primitiva bateria foi ampliada e reforçada com a pedra granítica abundante no local, na contra-ofensiva portuguesa e espanhola de 1631, pelas forças de defesa comandadas por Bento Maciel Parente, ficando guarnecida por quatorze homens e artilhada com cinco peças de bronze. Tinha, na ocasião, a função de proteger o desembarque de reforços e suprimentos. GARRIDO (1940) informa que a sua planta, em alvenaria de pedra "em forma de cauda de andorinha" (sic), compreendia três baterias artilhadas com cinco peças de bronze e dois pedreiros (op. cit., p. 73).
Reforçada pelo terço napolitano de Giovanni di San Felice, conde de Bagnoli, esta estrutura sustentou o assalto combinado das forças neerlandesas (1.500 homens do almirante Joan Cornellizon Lichthart e de Sigismund van Schkoppe em Fevereiro de 1634), ante as quais virá a capitular, com honras militares, a 2 de Julho de 1635, sendo rebatizada como Forte van der Dussen (BARRETTO, 1958:151-152). A rendição do Arraial Velho do Bom Jesus desde 8 de Junho de 1635, e a desta praça, abriram aos neerlandeses, em meados desse ano, a ocupação da Zona da Mata Nordestina.
O "Relatório sobre o estado das Capitanias conquistadas no Brasil", de autoria do próprio Adriano do Dussen, datado de 4 de Abril de 1640, complementa, atribuindo-lhe um efetivo de duas companhias com 196 homens:
"O Cabo de Santo Agostinho tem, (...) no Pontal, o Forte Van der Dussen, que é uma bateria murada, com um hornaveque do lado do morro, em forma de tenalha e circundada de uma forte paliçada; serve para manter sob nosso domínio todo o porto, porque os seus tiros atingem a barra, dominando assim o porto. Nessa fortificação estão 6 peças de bronze, a saber: 2 de 24 lb, 2 de 12 lb e 2 de 6 lb."
BARLÉU (1974) transcreve a informação: "(...) o [forte] de Van der Dussen, no Cabo de Santo Agostinho, o qual defende o porto com seis bocas de fogo." (op. cit., p. 144) Atribui-lhe, entretanto, guarnição de apenas 170 homens (op. cit., p. 146). Com relação à paliçada, foi esta determinada por Maurício de Nassau na iminência do ataque de uma frota espanhola ao nordeste neerlendês (c. 1639): "(...) Igual tarefa executou Herckmann [proteção cingindo-o de estacada] no Cabo de Santo Agostinho, onde está o forte de Van der Dussen (...)" (op. cit., p. 159).
Uma década mais tarde, a 10 de Setembro de 1645, quando sob o comando do neerlandês Hoogstraten, este entrega-o aos portugueses mediante a soma de 18 mil escudos [cruzados?] e o comando de um Regimento (SOUZA, 1885:84-85). Foi guarnecida por um Tenente, um Condestável, dez fuzileiros, dois artilheiros e praças de Infantaria dos Terços do Recife (GARRIDO, 1940:73).
O levantamento histórico realizado pelo Laboratório de Arqueologia da Universidade Federal de Pernambuco (1997), indica que esta estrutura sofreu reparos em 1763, ocasião em que se informava que a face voltada para a enseada "fora de novo principiada mas não fora concluída", continuando aberta no lado voltado para o continente. A estrutura apresentava então duas baterias, uma das quais caída à época. Internamente cinco cômodos serviam como Corpo da Guarda, Armazém, Casa da Palamenta e Casa da Pólvora. Um pequeno vestíbulo dava acesso à Casa da Pólvora. As dependências dos Quartéis da Tropa e da Casa do Comando ficavam numa estrutura em separado, a montante: o Quartel do Forte. Figura na "Coleção de Mapas de vários regimentos da Capitania de Pernambuco (c. 1763)" como um "Reduto na barra" ("Planta do Reduto que se acha na barra de N. S. de Nazaré". Arquivo Histórico Ultramarino, Lisboa) (IRIA, 1966:61).
SOUZA (1885:85) reporta que à época (1885), esta estrutura encontrava-se desarmada e desguarnecida.
Atualmente em ruínas, que não se encontram tombadas, o sítio sofreu pesquisa arqueológica pela Fundarpe, bem como uma intervenções de consolidação das muralhas pelo Instituto do Patrimônio Histórico e Artístico Nacional. Foi avaliado pelo Laboratório de Arqueologia da UFPE em Outubro-Novembro de 1997, carecendo de pesquisa sistemática e de obras de consolidação das estruturas.
Com o formato de um polígono heptagonal aberto, além do terrapleno e das muralhas, podem ser vistos, à entrada, as ruínas da Casa da Pólvora e do Quartel da Tropa.
O acesso à estrutura, na extremidade sul do cabo de Santo Agostinho, é feito pela atual vila de Nazaré, a partir da bifurcação da rodovia PE-28 com a estrada do Hotel Blue Tree Park.
Atualmente integra o Parque Metropolitano Armando de Holanda Cavalcanti.